# Ωカーブ
Ωカーブ(オメガカーブ)は、道路や線路において急勾配を越えるために急カーブを繰り返した結果として、上空から見た場合にギリシア文字の"Ω"のように見える路線形の通称である。
なお、つづら折り(ヘアピンカーブ)やループ線はΩカーブとは区別される。

## 例
例えば、Ωカーブは以下の場所に存在している。
道路
- 名阪国道: 福住IC~五ヶ谷IC~天理東ICの間[A 1]
- 国道422号: 三田坂バイパスの三重県伊賀市三田地区
- 国道308号: 暗越奈良街道の大阪府東大阪市東豊浦町地区
- 福島県道6号郡山湖南線: 三森バイパスの福島県郡山市逢瀬町多田野地区[R 1][R 2][R 3][R 4]
- 茨城県道42号笠間つくば線: 茨城県石岡市小幡地区
- 奈良県道187号福住上三橋線: 奈良県奈良市中畑地区にある旧道部分(名阪国道のΩカーブ沿いの側道部に、小さなΩカーブがある。)
- 島根県道37号松江鹿島美保関線: 島根県松江市鹿島町片句地区
- 島根県道338号美保関八束松江線: 中海堤防道路が島根県松江市美保関町下宇部尾地区の沖合で湾の形状に沿ってΩカーブを形成している

鉄道
- 留萌本線: 峠下駅と恵比島駅の間の恵比島峠の付近（2023年（令和5年）4月1日廃止）
- 石勝線·根室本線: 新得駅の西方の増田山の近辺
- 釜石線: 陸中大橋駅周辺 - 仙人峠の近辺
- 上越線: 岩原スキー場前駅の東方
- 飯田線: 田切駅と伊那福岡駅の間（田切オメガカーブ）[R 5]
- 小海線: 小淵沢駅と甲斐小泉駅の間および甲斐大泉駅と清里駅の間
- 中央東線: 東塩尻駅と塩尻駅の間の東塩尻信号場の付近
- 山陽本線: 三石駅と上郡駅の間
- 土讃線: 佃駅と箸蔵駅の間
- Autostrada A26（イタリア語版）: Città metropolitana di Genova（イタリア語版）, Liguria（イタリア語版）, Repubblica Italiana（イタリア語版）.
- モンゴル縦貫鉄道（モンゴル語版）:  ホンホル駅 （モンゴル語版）,  トゥブ県（モンゴル語版）,  モンゴル （モンゴル語版）（ホンホルΩカーブ）

下記の場所にも、現存していないが、過去にはΩカーブが存在していた。
- 名神高速道路: 関ケ原ICの西方 - 今須トンネル掘削の末の線形改良により消滅した。
- 伊奈川森林鉄道: 越百川の相ノ沢発電所の上流方
- 下津井電鉄線: 東下津井駅と下津井駅の間
- 韓国鉄道KORAIL嶺東線: 東栢山駅と道渓駅の間

Ωカーブの例
- 名阪国道のΩカーブ区間(1985年)
国土交通省 国土地理院 地図・空中写真閲覧サービスの空中写真を基に作成
- 名阪国道のΩカーブ区間と奈良県道187号福住上三橋線との立体交差部周辺

### 名阪国道
名阪国道の上記区間がΩカーブとして特に有名である。
この区間は大和高原側から奈良盆地方面へ順に『高峰カーブ』·『中畑カーブ』·『米谷カーブ』·『大道カーブ』の4つのカーブから成り、急カーブや急勾配が11km連続して標高差414メートルを繋いでいる。
特に大道カーブの最大下り勾配6%および最小曲線半径150mは道路構造令で定められている限界値である。
そのため最高速度は、名阪国道で構造規格第一種第三級(設計速度80km/h)で建設された区間では実態に合わせようと70km/hに引き上げられたが、第一種第四級(設計速度60km/h)で建設されたΩカーブの区間では60km/hに制限されている。
しかし、名阪国道全体が自動車専用道路の高規格で建設されているせいもあって大半の車輛が80km/h以上で進入して来るのが現状である。
そして、名阪国道の通行料が無料であることから、特にトラックなどの大型車の混入率も40％と高く、昼夜問わず混雑し、渋滞が頻発している。
このために、死亡事故率が全国ワースト1位である名阪国道の中で、本区間はその6割の事故が集中している場所であり、特に下り車線での事故が多い。
降雨によるスリップ事故をはじめとして、濃霧による視界不良による衝突事故も発生している。
下り車線においてカーブ外側となる中央分離帯のコンクリートブロックには車輛の接触痕が多数存在しており、本線外への転落事故すらも発生している。
また、冬季の積雪による路面凍結の中でも約4割の車輌がノーマルタイヤでの走行であり、これが更なる事故を誘発している。
事故対策として、本区間には多機能型排水性舗装が施され、道路照明もナトリウムランプから演色性に優れるセラミックメタルハライドランプへ交換されている。
その結果として、スリップ事故の抑制が確認されている。
また、ドライバーに対する連続式視線誘導施設が、その点灯時には道路線形の認知とカーブ流入時の十分な減速を、消灯時には路面前方の目標物を探しながらの減速を、それぞれ促すべく設置されている。